# Hans-Erik Nääs
Hans-Erik Nääs född 27 februari 1910 i Sprängsviken, Gudmundrå församling, Västernorrlands län, död 4 oktober 1984 i Härnösand, var en svensk musiker (dragspel).
Nääs flyttade med familjen till Jämtland 1919, började där att spela dragspel och försörjde sig som musiker från 14 års ålder. Han flyttade tillbaka till Kramfors 1933, och senare vidare till Stockholm.
Han framträdde tillsammans med bland andra Andrew Walter, Ivan Thelmé och Ehrling Eliasson.
Efter hans bortgång bildades Hans-Erik Nääs minnesfond som årligen utdelar Hans-Erik Nääs stipendium.

## Kompositioner
•	Aftonstämning
•	Bacelona-Minnen
•	Björksäter-valsen
•	Björnbodansen
•	Bland cowboys
•	Dans på Klockstrand
•	Det går lätt i duett
•	En tango med dej
•	En träff på tuman hand
•	Favorit-Hambo
•	Fingerlek
•	Frödinge-polka
•	Frånöhambo
•	Gålåminnen
•	Hallstahambo
•	Helges hambo
•	Jag på nytt blivit kär
•	Jag vill ingenting lova
•	Jocke och Nicke
•	Kicki-Lisa's hambo
•	Kvarnvalsen
•	Lorita
•	Maskeradjazzen
•	Meaning nothing
•	Med dragspel i skymning
•	Memories
•	Moving in bolero
•	Mycklingschottis
•	Norrlandsvindar
•	Norrskensnätter
•	Oringeschottis
•	Parina
•	På arenan
•	På Klockarnäset
•	Ringen du bär = Tenderness
•	Samba for me
•	Sandöhambo
•	Sjömans-jul
•	Snoatakter
•	Sommartid
•	Spring Flow-Tango
•	Säg förlåt
•	Tango Romino
•	The morning beguine
•	Twin peak
•	Ullas vals
•	Vals i månsken
•	Vals i Tollare
•	Vals i Vimmerby
•	Vals på Granholmen
•	Vals på Svanö
•	Var blinkar vår lyckostjärna
•	Vid dragspelsälven
•	Välkomstvalsen
•	Ådalsminnen
•	Ådalstösen

## Filmografi
- 1946 – 100 dragspel och en flicka - dragspelare
- 1950 – Svenska takter - dragspelare
- 1952 – Kalle Karlsson från Jularbo - dragspelare

### Fotnoter
1. 1 2 3 4  Sveriges dödbok 1815–2022, nionde utgåvan, Sveriges Släktforskarförbund, december 2023.[källa från Wikidata]
2. ↑  Hans-Erik Nääs på Svensk Filmdatabas
3. ↑   Hans-Erik Nääs minnesfond Arkiverad 8 september 2013 hämtat från the Wayback Machine. från Sveriges Dragspelares Riksförbund